# Lando Vannata
Landon Anthony “Lando” Vannata (Neptune City, 14 de março de 1992) é um lutador americano de artes marciais mistas, atualmente competindo na divisão leve do Ultimate Fighting Championship.

## Início
Vannata nasceu em Neptune City, New Jersey e aos 13 anos começou a treinar wrestling e jiu-jitsu. Vannata foi um wrestler Divisão I da NCCA pela University of Tennessee, mas largou a faculdade após um semestre. Após largar a faculdade, ele seu mudou para Albuquerque, Novo México para treinar na JacksonWink Academy.

## Carreira no MMA

### Ultimate Fighting Championship
Após uma lesão de Michael Chiesa, Vannata foi chamado com duas semanas antes da luta para substitui-lo contra o #3 da categoria peso leve Tony Ferguson em 16 de Julho de 2016 no UFC Fight Night: McDonald vs. Lineker. Após uma emocionante luta, e quase nocauteando Ferguson com socos no primeiro round, ele perdeu a luta por finalização no segundo round. A luta rendeu a ambos lutadores o bônus de “Luta da Noite”.
Vannata enfrentou John Makdessi em 10 de Dezembro de 2016 no l UFC 206: Holloway vs. Pettis Ele venceu por nocaute com um chute rodado no primeiro round. Esta vitória lhe rendeu seu primeiro bônus de “Performance da Noite”.
Vannata enfrentou David Teymur em 4 de março de 2017 no UFC 209: Woodley vs. Thompson II. Ele perdeu por decisão unânime. Ambos lutadores foram premiados com o bônus de “Luta da Noite”.
Vannata enfrentou Bobby Green em 7 de Outubro de 2017 no UFC 216: Ferguson vs. Lee. Vannata atingiu Green com uma joelhada ilegal, o que fez com que lhe fosse reduzido um ponto. Com isso, a luta terminou em um empate dividido (29-27, 27-29 e 28-28). Está luta rendeu a ambos lutadores o bônus de “Luta da Noite”.
Vannata enfrentou Drakkar Klose em 7 de julho de 2018, no UFC 226: Miocic vs. Cormier. Ele perdeu por decisão unânime.
Vannata enfrentou Matt Frevola em 3 de Novembro de 2018 no UFC 230: Cormier vs. Lewis. A luta terminou com um empate majoritário.
Vannata enfrentou o estreante Marcos Rosa Mariano em 10 de fevereiro de 2019 no UFC 234: Adesanya vs. Silva. Ele venceu por finalização no primeiro round.
Vannata enfrentou Marc Diakiese em 28 de setembro de 2019 no UFC Fight Night: Hermansson vs. Cannonier. Ele perdeu por decisão unânime.
Vannata enfrentou Yancy Medeiros em 15 de fevereiro de 2020 no UFC Fight Night: Anderson vs. Blachowicz 2.. Ele venceu por decisão unânime. Contudo, finalizou seu ano com derrota por decisão unânime para Bobby Green, no UFC Fight Night: Brunson vs. Shahbazyan.

## Cartel no MMA
| Cartel no MMA   |             |            |
| 20 lutas        | 12 vitórias | 6 derrotas |
| Por nocaute     | 4           | 0          |
| Por finalização | 5           | 2          |
| Por decisão     | 3           | 4          |
| Empates         | 2           | 2          |

| Res.     | Cartel | Oponente             | Método                                | Evento                                       | Data       | Round | Tempo | Local                      | Notas                                                                                        |
| -------- | ------ | -------------------- | ------------------------------------- | -------------------------------------------- | ---------- | ----- | ----- | -------------------------- | -------------------------------------------------------------------------------------------- |
| Derrota  | 12-6-2 | Charles Jourdain     | Finalização (guilhotina)              | UFC Fight Night: Lemos vs. Andrade           | 23/04/2022 | 1     | 2:32  | Las Vegas, Nevada          |                                                                                              |
| Vitória  | 12-5-2 | Mike Grundy          | Decisão (dividida)                    | UFC 262: Oliveira vs. Chandler               | 15/05/2021 | 3     | 5:00  | Houston, Texas             | Estreia nos Penas.                                                                           |
| Derrota  | 11-5-2 | Bobby Green          | Decisão (unânime)                     | UFC Fight Night: Brunson vs. Shahbazyan      | 01/08/2020 | 3     | 5:00  | Las Vegas, Nevada          | Luta da Noite.                                                                               |
| Vitória  | 11–4–2 | Yancy Medeiros       | Decisão (unânime)                     | UFC Fight Night: Anderson vs. Błachowicz 2   | 15/02/2020 | 3     | 5:00  | Rio Rancho, Novo México    |                                                                                              |
| Derrota  | 10–4–2 | Marc Diakiese        | Decisão (unânime)                     | UFC Fight Night: Hermansson vs. Cannonier    | 28/09/2019 | 3     | 5:00  | Copenhage                  |                                                                                              |
| Vitória  | 10–3–2 | Marcos Rosa Mariano  | Finalização (kimura)                  | UFC 234: Adesanya vs. Silva                  | 09/02/2019 | 1     | 4:55  | Melbourne                  |                                                                                              |
| Empate   | 9–3–2  | Matt Frevola         | Empate (majoritário)                  | UFC 230: Cormier vs. Lewis                   | 03/11/2018 | 3     | 5:00  | New York City, Nova York   |                                                                                              |
| Derrota  | 9–3–1  | Drakkar Klose        | Decisão (unânime)                     | UFC 226: Miocic vs. Cormier                  | 07/07/2018 | 3     | 5:00  | Las Vegas, Nevada          |                                                                                              |
| Empate   | 9–2–1  | Bobby Green          | Empate (dividido)                     | UFC 216: Ferguson vs. Lee                    | 07/10/2017 | 3     | 5:00  | Las Vegas, Nevada          | Vannata teve um ponto reduzido no segundo round devido a uma joelhada ilegal; Luta da Noite. |
| Derrota  | 9–2    | David Teymur         | Decisão (unânime)                     | UFC 209: Woodley vs. Thompson II             | 04/03/2017 | 3     | 5:00  | Las Vegas, Nevada          | Luta da Noite.                                                                               |
| Vitória  | 9–1    | John Makdessi        | Nocaute (chute rodado)                | UFC 206: Holloway vs. Pettis                 | 10/12/2016 | 1     | 1:40  | Toronto                    | Performance da Noite.                                                                        |
| Derrota  | 8–1    | Tony Ferguson        | Finalização (estrangulamento d’arce)  | UFC Fight Night: McDonald vs. Lineker        | 13/07/2016 | 2     | 2:22  | Sioux Falls, Dakota do Sul | Estreia no UFC; Luta da Noite.                                                               |
| Vitória  | 8–0    | Ramico Blackmon      | Nocaute técnico (socos)               | TSE: Rocky Mountain Rubicon 2                | 30/04/2016 | 1     | 2:06  | Pueblo, Colorado           | Ganhou o cinturão peso leve do TSE.                                                          |
| Vitória  | 7–0    | Chad Curry           | Nocaute técnico (socos e cotoveladas) | RFA 32: Blumer vs. Higo                      | 06/11/2015 | 1     | 1:29  | Prior Lake, Minnesota      |                                                                                              |
| Vitória  | 6–0    | Santana-Sol Martinez | Finalização (triângulo de mão)        | Nemesis Promotions: High Altitude Face Off 7 | 06/12/2014 | 1     | 1:11  | Alamosa, Colorado          |                                                                                              |
| Vitória  | 5–0    | Bruce Reis           | Finalização (chave de calcanhar)      | Jackson's MMA Series 13                      | 22/08/2014 | 2     | 1:07  | Pueblo, Colorado           |                                                                                              |
| Vitórias | 4–0    | Mitsuyoshi Nakai     | Finalização (mata leão)               | Pancrase 255                                 | 08/12/2013 | 1     | 4:13  | Tokio                      | Luta nos meio médios.                                                                        |
| Vitória  | 3–0    | J.P. Reese           | Decisão (dividida)                    | Xtreme FC 25: Boiling Point                  | 06/09/2013 | 3     | 5:00  | Albuquerque, New Mexico    |                                                                                              |
| Vitória  | 2–0    | Antonio Ramirez      | Finalização (mata leão)               | Kamikaze Fight League 2                      | 29/05/2013 | 1     | 2:11  | Puerto Vallarta            |                                                                                              |
| Vitória  | 1–0    | Adrian Apodaca       | Nocaute técnico (socos)               | Mescalero Warrior Challenge 2                | 12/05/2012 | 1     | 2:38  | Mescalero, Novo México     |                                                                                              |